# Demerara Distillers

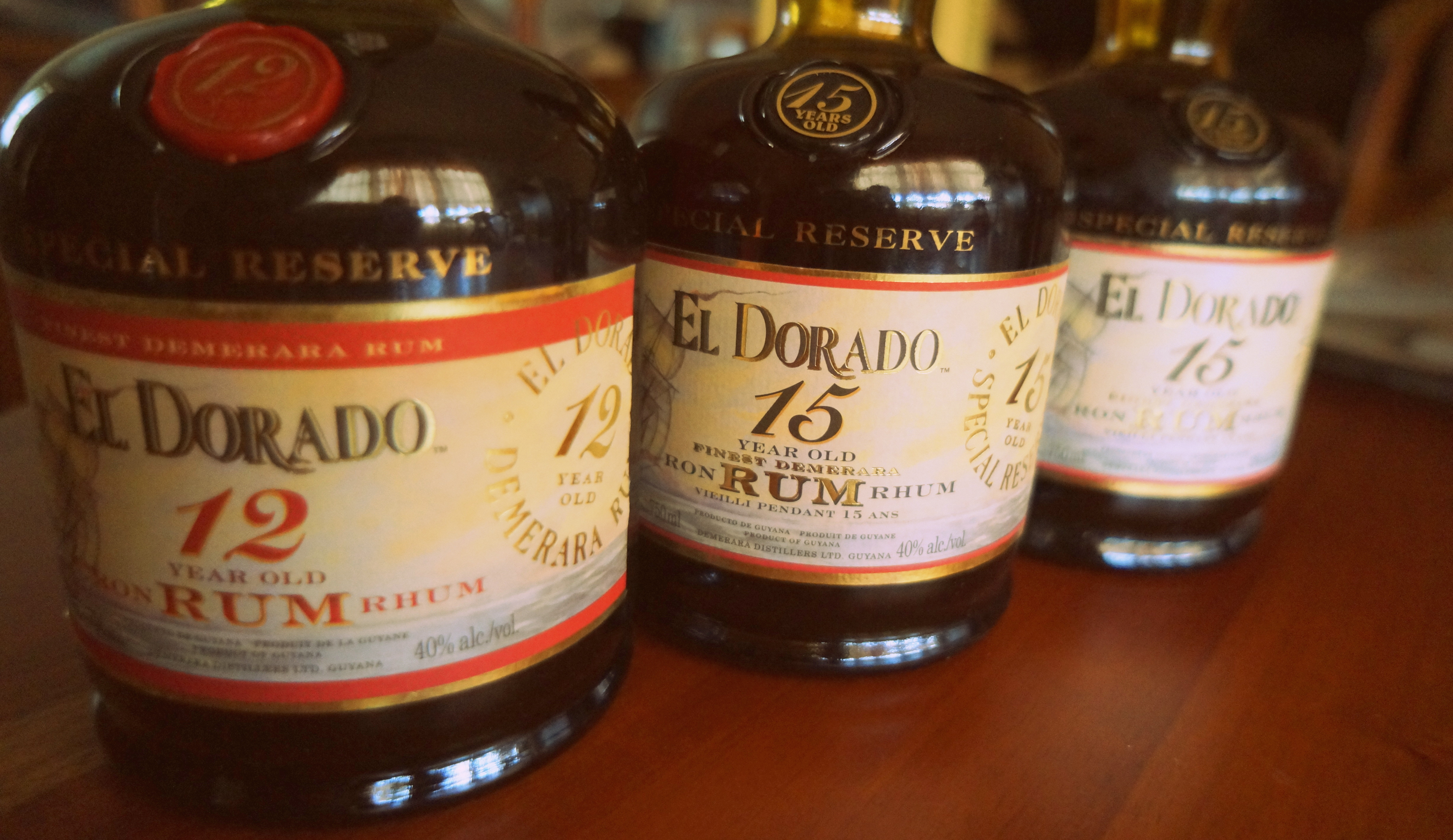
Ampolles de rom El Dorado.

Demerara Distillers Ltd. és una destil·leria de Guyana coneguda pel rom El Dorado. En un punt de la història va ser el segon productor mundial d'aquest licor.

## Organització
Demerara Distillers Ltd. (DDL) és una empresa pública amb seu a Georgetown. És propietària de Demerara Fire and General Insurance Company Inc., Solutions 2000, Demerara Contractors Limited, Topco i altres companyies subsidiàries, les quals inclouen Distribution Services Limited i European Breitenstein Holdings BV. Van ser una de les cinc primeres empreses que es van certificar pel sistema d'estàndards internacionals ISO 9001, que permet exportar productes de qualitat.
Sota gestió governamental, l'empresa es va convertir en la segona del món en producció de rom, tot i que el 1988 semiprivatitzada sota el Programa de Recuperació Econòmica. Es van emetre 12 milions d'accions noves, cosa que va reduir la propietat del govern a vora un 47%, tot i que un altre intent d'emetre accions el 1990 va ser bloquejat pel mateix govern.
El 2006, va obtenir un terç de les accions de National Rums of Jamaica, una filial de la National Sugar Company Limited de Jamaica.
Yesu Persaud va ser president de l'empresa fins al 2013. L'any 1983 va rebre la Corona d'Honor del Cacic per les contribucions a la indústria del país.
Komal Samaroo es va convertir en el nou cap de l'empresa el 2014. El 2021, va abordar l'amenaça de la qüestió fronterera veneçolana sobre "la cadena de subministrament de Guyana per a l'agricultura i altres productes alimentaris a la regió més enllà".
El 2016, Bharrat Jagdeo va afirmar una pèrdua de milions de dòlars en qüestió de liquidació d'impostos entre l'empresa i l'Autoritat Tributària de Guyana. El 2002, va sorgir una disputa sobre un impostos d'uns 5.300 milions de dòlars de Guyana.

## Producció
El procés d'envelliment es complementa amb l'alta humitat i la temperatura constant. Els roms es barregen de diferents anyades produïdes en diferents alambins i després es deixen envellir en bótes de roure.

## Promoció
La DDL patrocina múltiples esdeveniments locals, com ara tornejos d'escacs, la Guyana Fashion Week, competicions Soca Monarch i esdeveniments Mashramani i van ser socis oficials del torneig inaugural de la Caribbean Premier League de 2013.
L'Autoritat del Turisme de Guyana va iniciar una "ruta del rom" en col·laboració amb l'Organització de Turisme del Carib. El recorregut inclou visites a Uitvlugt Estate i Blairmont Estate i a empreses comercials com ara botigues de rom, destil·leries i producció, així com visites que depicten la connexió històrica amb l'esclavitud i els servidors contractats.